# Ayrton Lucas Dantas de Medeiros
Ayrton Lucas Dantas de Medeiros, genannt Ayrton (* 19. Juni 1997 in Carnaúba dos Dantas, RN), ist ein brasilianischer Fußballspieler. Der Linksfuß spielt vorwiegend auf der linken Verteidigerposition.

## Karriere

### Verein
Ayrton begann seine Laufbahn beim ABC Natal aus Natal. 2014 wechselte er von hier zum Madureira EC. Von wo aus der Spieler 2015 zu Fluminense FC wechselte. Für diesen bestritt er in der Série A 2015 seine ersten vier Spiele als Profi. Auch Anfang 2016 kam er noch für den Klub in der Staatsmeisterschaft von Rio de Janeiro zu vier und eines in der Primeira Liga do Brasil. In der Série A 2016 kam er von der Reservebank aus zu zwei Einsätzen. Zur Saison 2017 wurde Ayrton an den Londrina EC ausgeliehen. Mit dem Klub gewann er erneut die Primeira Liga do Brasil.
Nach der Meisterschaft 2018 wechselte Ayrton nach Russland. Spartak zahlte eine Ablösesumme von sieben Millionen Euro. Am 3. März 2019 bestritt Ayrton sein erstes Ligaspiel für Spartak. Im Heimspiel gegen FK Krasnodar stand er in der Startelf. In der dritten Qualifikationsrunde der UEFA Europa League 2019/20 gab Ayrton am 8. August 2019 auswärts gegen den FC Thun sein Debüt auf internationaler Klubebene in Europa. In dem Spiel stand er in der Startelf.
Ende März 2022 wurde bekannt, dass Spartak den Spieler in seine Heimat an den CR Flamengo ausleiht. Die Leihe wurde bis zum Ende der Série A 2022 befristet. In der Leihklausel wurde festgelegt, dass Flamengo verpflichtet wäre, ihn für 46 Millionen Real zu kaufen, wenn Ayrton bis Dezember bei 65 % der Spiele des Klubs zum Einsatz kommen würde. Am 19. Oktober 2022 konnte Ayrton mit Flamengo den Copa do Brasil 2022 gewinnen. Am 29. November folgte der Sieg in der Copa Libertadores 2022. Im Dezember des Jahres einigte sich Flamengo mit Spartak auf eine Ablösung des Spielers. Mit dem Copa do Brasil 2024 konnte er im November des Jahres den Pokal zum zweiten Mal gewinnen.

### Nationalmannschaft
Für Freundschaftsspiele gegen die guineische Fußballnationalmannschaft und die senegalesische Fußballnationalmannschaft im Juni 2023 wurde Ayrton in die brasilianische Fußballnationalmannschaft berufen. Im Spiel gegen Guinea stand er am 17. Juni in der Startelf.

## Erfolge
Fluminense
- Primeira Liga do Brasil: 2016
- Taça Rio: 2018

Londrina
- Primeira Liga do Brasil: 2017

Flamengo
- Copa do Brasil: 2022, 2024
- Copa Libertadores: 2022
- Staatsmeisterschaft von Rio de Janeiro: 2024
- Supercopa do Brasil: 2025